# Austin Gunn
 (juin 2021).
Austin Sopp (né le 26 août 1994 à Orlando (Floride)) est un catcheur (lutteur professionnel) américain. Il travaille actuellement à la All Elite Wrestling, sous le nom d'Austin Gunn. 

## Jeunesse
Après le lycée, Austin Sopp étudie au Rollins College (en) où il fait partie de l'équipe de crosse.

## Carrière

### Ring of Honor (2019)
En juin 2019, Gunn confirme avoir signé un contrat avec la Ring of Honor (ROH). Il fait ses débuts le 26 août 2019 lors d'un dark match au sein du Top Prospect Tournament, battant Brian Johnson en quart de finale et Dante Caballero en demi-finale. Le 28 septembre 2019, Gunn perd contre Dak Draper en finale.

### All Elite Wrestling (2020–...)

#### The Gunn Club (2020-2022)
Le 9 janvier 2020, il signe officiellement avec la All Elite Wrestling. Cinq jours plus tard à AEW Dark, il s'allie officiellement avec son père Billy Gunn, formant ainsi The Gunn Club et ensemble, ils battent Peter Avalon et Shawn Spears. 
Le 17 novembre à AEW Dark, son frère Colten les rejoint, et ensemble, les trois hommes battent Sean Maluta, BSHP King et Joey O'Riley dans un 6-Man Tag Team match.
Le 1er septembre 2021 à Dynamite, le trio familial effectue un Heel Turn, car leur père frappe Paul Wight deux fois avec une chaise dans le dos.

#### Rivalité avec The Acclaimed et champion du monde par équipe de la AEW (2022-...)
Le 17 août 2022 à Dynamite, les deux frères battent les Varsity Blonds (Brian Pillman Jr. et Griff Garrison). Après le combat, leur père effectue un Face Turn, car ils se retournent contre lui, mais celui-ci sera secouru par The Acclaimed (Anthony Bowens et Max Caster), avec qui il s'allie officiellement en faisant les ciseaux avec eux.
Le 8 février 2023 à Dynamite, ils deviennent les nouveaux champions du monde par équipe de la AEW en battant leurs mêmes adversaires, remportant les titres pour la première fois de leurs jeunes carrières. Le 5 mars à Revolution, ils conservent leurs titres en battant les Acclaimed, Jeff Jarrett, Jay Lethal, Orange Cassidy et Danhausen dans un Fatal 4-Way Tag Team match. Après le combat, FTR effectue leur retour et les pousse à prendre la fuite.

## Palmarès
- All Elite Wrestling
  - 1 fois AEW World Tag Team Championship avec Colten Gunn
  - 1 fois champion du monde Trios de la AEW avec Jay White et Colten Gunn

- Ring of Honor
  - 1 fois ROH World Six-Man Tag Team Championship avec Colten Gunn et Jay White